# Olive Cotton

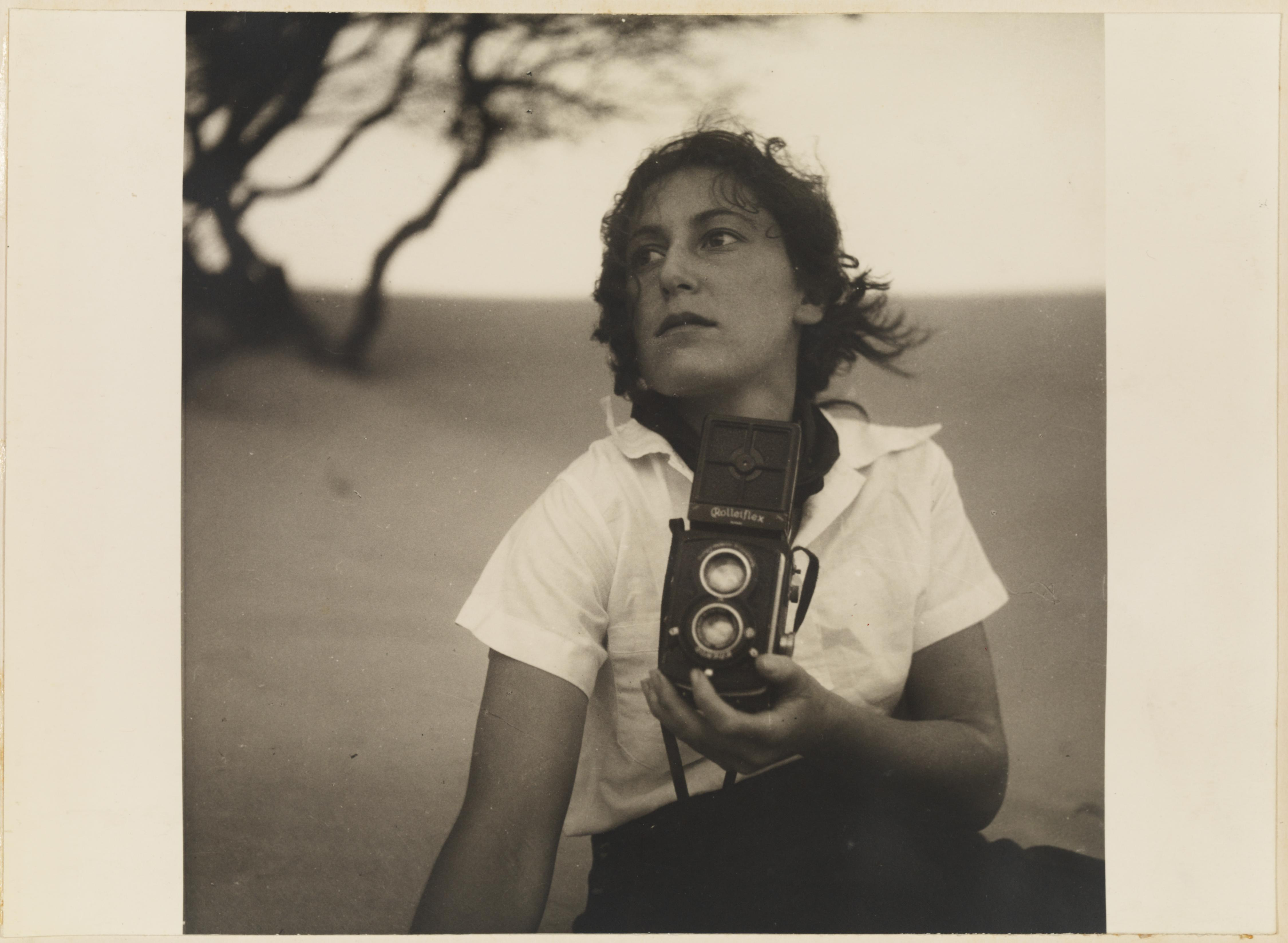
Olive Cotton mit Kamera, Culburra Beach, Fotografie von Max Dupain, 1937

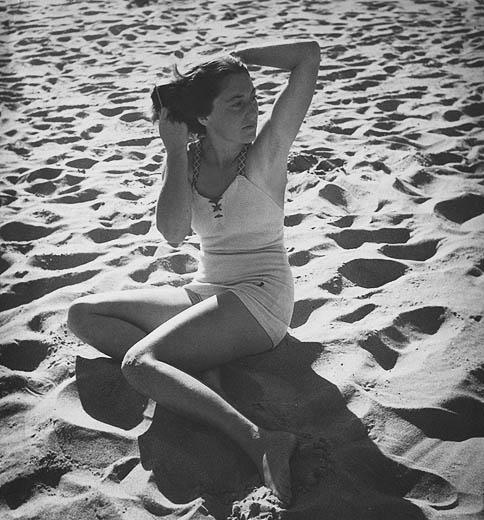
Olive Cotton am Strand, Fotografie von Max Dupain, 1930er Jahre

Olive Edith Cotton (* 11. Juli 1911 in Hornsby, Sydney; † 27. September 2003 in Cowra, New South Wales) war eine australische Fotografin der Moderne, die in den 1930er und 1940er Jahren in Sydney arbeitete. In die öffentliche Wahrnehmung als wegweisende Fotokünstlerin gelangte sie erst 1985 mit einer Retrospektive und einer Wanderausstellung.

## Leben
Olive Edith Cotton wurde als ältestes Kind von Leo Arthur Cotton und Florence Cotton (geborene Channon) in eine künstlerische und intellektuelle Familie geboren. Ihre Mutter war Malerin und Pianistin, während der Vater Geologe war und 1907 als Gast auf der Anreise der Nimrod-Expedition von Ernest Shackleton fotografierte. Die Familie Cotton und ihre fünf Kinder lebten im damaligen Buschvorort Hornsby im Norden von Sydney. Ein Onkel, Frank Cotton, war Professor für Physiologie und ihr Großvater, Francis Cotton, war Mitglied der New South Wales Legislative Assembly.
Als sie im Alter von elf Jahren von ihrem Vater als Geschenk eine Kodak-Boxkamera (Brownie) erhielt, verwandelte Cotton mit Hilfe ihres Vaters die häusliche Waschküche in eine Dunkelkammer, „wobei der Vergrößerer an die Bügellampe angeschlossen war“. Hier entwickelte Cotton Filme und entwickelte ihre ersten Schwarz-Weiß-Bilder. Während eines Urlaubs mit ihrer Familie in Newport im Jahr 1924 lernte Cotton Max Dupain kennen, mit dem sie sich anfreundete und dessen Leidenschaft für die Fotografie sie teilte. Das Foto She-oaks (1928) wurde in dieser Zeit auf der Landzunge von Bungan Beach aufgenommen.
Cotton besuchte von 1921 bis 1929 das Methodist Ladies’ College in Burwood in Sydney, erhielt ein Stipendium und schloss 1933 ihr Studium an der Universität Sydney mit den Hauptfächern Englisch und Mathematik ab; sie studierte auch Musik und war eine versierte Pianistin mit einer besonderen Vorliebe für Chopins Nocturnes. Parallel schloss sie sich The Sydney Camera Circle und der Photographic Society of New South Wales an und erhielt von bedeutenden Fotografen wie Harold Cazneaux Anleitung und Ermutigung. Ihr erstes Foto, "Dusk", stellte sie 1932 auf der Interstate Exhibition der New South Wales Photographic Society aus.
Ab 1934 arbeitete sie im Studio ihres langjährigen Freunds Max Dupain. Da im Australien der 1930er Jahre die Kunden davon ausgingen, dass ein Mann der Fotograf war, bezeichnete sich Cotton halb scherzhaft als „die Assistentin“, doch wann immer es möglich war, fotografierte sie das Studio besuchende Berühmtheiten oder interessante Objekte und hielt Dupain bei der Arbeit fotografisch fest oder porträtierte ihn.
In den 1930er Jahren entwickelte Cotton mit ihrer Rolleiflex-Kamera eine meisterhafte Beherrschung des damals verbreiteten Piktorialismus, wobei sie einen sehr modernen Stilansatz verfolgte. Cotton fotografierte sehr persönlich und schätzte das Spiel des Lichts auf unbelebten Gegenständen und in der Natur. Ihr Stil hob sich bald von dem anderer modernistischer Fotografen ihrer Zeit ab.
Im Jahr 1939 heiratete Cotton Max Dupain. Sie hielt Dupain bei Fotoshootings aus dem Hintergrund fest, z. B. Fashion shot, Cronulla Sandhills, und fertigte mehrere Porträts von ihm an. Sie trennten sich 1941 und ließen sich 1944 scheiden. Mitte 1947 zog Cotton mit ihrem neuen Ehemann Ross McInerney nach Koorawatha in den Busch von New South Wales. Die ersten drei Jahre lebten sie in einem Zelt, dann zogen sie auf eine kleine Farm, wo ihre beiden Kinder, Sally (* 1946) und Peter (* 1948) aufwuchsen.
In den 1950er Jahren zog Cotton mit ihrer Familie nach Cowra und unterrichtete ab 1959 Mathematik an der Cowra High School, bis sie 1964 ein kleines Fotostudio in der Stadt eröffnete, in dem sie viele Porträts, Hochzeitsfotos usw. für die Menschen in der Umgebung anfertigte, wo ihre Arbeit bekannt und sehr geschätzt wurde. In der Kunstszene blieb sie bis in die 1980er-Jahre unbekannt. 1985 schließlich wurde die retrospektive Ausstellung ihres Werks Olive Cotton Photographs 1924-1984 zunächst im Australian Centre for Photography in Paddington, Sydney, und dann als Wanderausstellung realisiert, die für eine weitere Bekanntheit ihrer Werke sorgte.
Der 1991 von Jahren Kathryn Millard produzierte Film Light Years dokumentierte Cottons Leben und Arbeit. Zeitgleich wurde ihre Fotografie Tea Cup Ballet auf der 1,20 $-Marke einer australischen Briefmarken-Serie zum 150-jährigen Bestehen der Fotografie in Australien verwendet. Im Jahr 1993 verlieh ihr der Australia Council ein Emeritus Fellowship für ihre Arbeit. Tea Cup Ballet entstand 1935 im Atelier, nachdem Cotton bei Woolworth’s preiswertes Porzellan gekauft hatte, um das alte, zerbrochene Ateliergeschirr zu ersetzen. In diesem Bild verwendete sie eine Technik, bei der die Beleuchtung von hinten erfolgt, um kräftige Schatten auf den Betrachter zu werfen und ein tänzerisches Thema zwischen den Formen der Teetassen, ihrer Untertassen und ihrer Schatten auszudrücken. Das Bild wurde lokal und beim London Salon of Photography von 1935 ausgestellt.
Cotton starb 2003 im Alter von 92 Jahren.

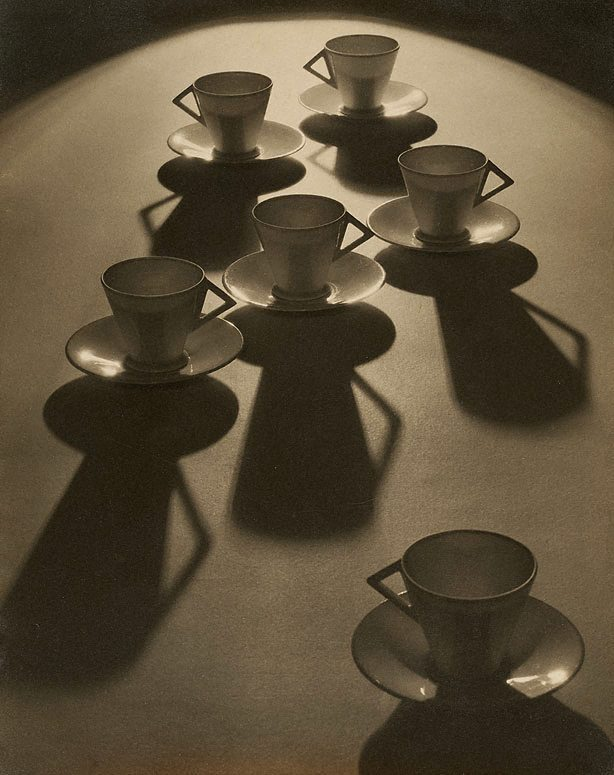
Tea cup ballet, 1935
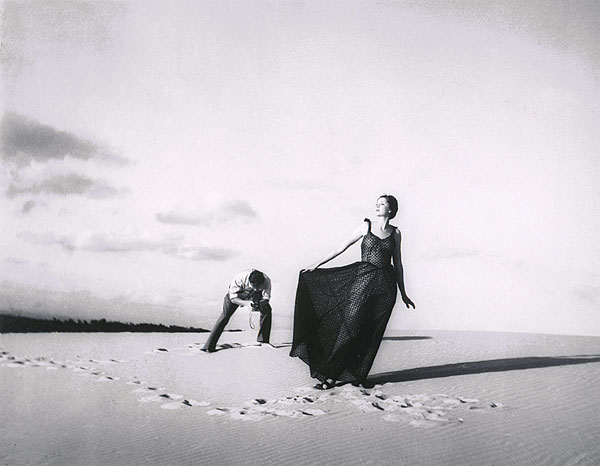
Fashion shot, Cronulla sandhills, im Hintergrund Max Dupain, 1937
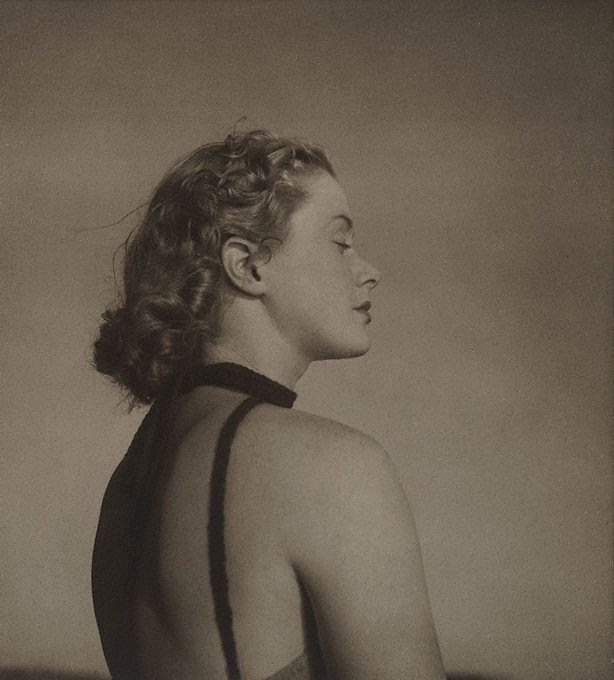
Only to taste the warmth, the light, the wind, 1939
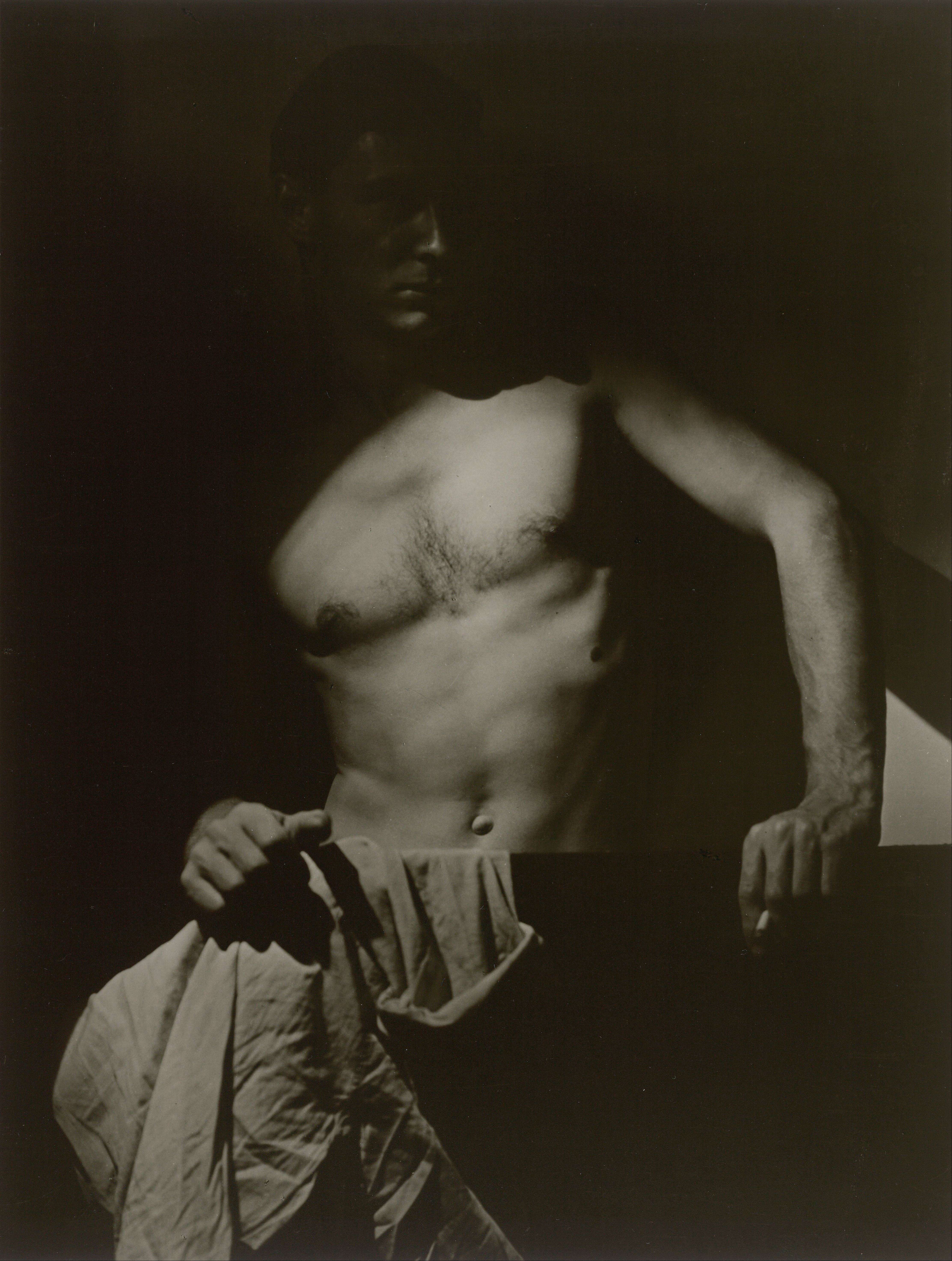
Max after surfing, 1939
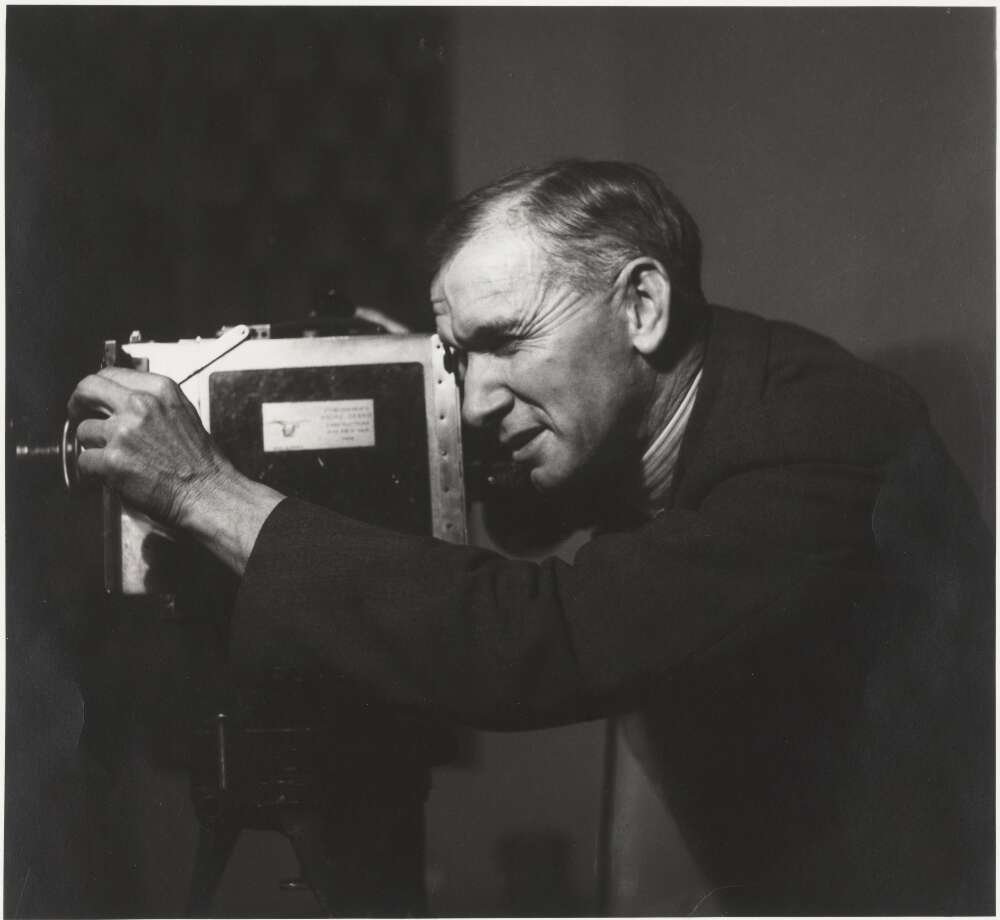
Porträt von Charles Chauvel hinter der Kamera, 1939

Ihr zu Ehren wurde der mit 20.000 Dollar dotierte Olive Cotton Award for Photographic Portraiture ins Leben gerufen, der von Cottons Familie finanziert und in der Tweed Regional Gallery in New South Wales verliehen wird.
Werke von Olive Cotton befinden sich unter anderem in den Beständen der National Gallery of Australia und National Portrait Gallery in Canberra, der Art Gallery of New South Wales und der State Library of New South Wales in Sydney und der National Gallery of Victoria in Melbourne.